# Esterweger Dose
Die Esterweger Dose ist ein Naturschutzgebiet in den niedersächsischen Gemeinden Bockhorst und Esterwegen in der Samtgemeinde Nordhümmling im Landkreis Emsland, der Gemeinde Saterland im Landkreis Cloppenburg und den Gemeinden Rhauderfehn und Ostrhauderfehn im Landkreis Leer.
Im Naturschutzgebiet ist auf großen Teilflächen der Torfabbau bis zum Jahr 2036 genehmigt.

## Allgemeines
Das unter Naturschutz stehende Hochmoorgebiet ist der Rest eines einst riesigen Moores, das in mehrere Teilflächen untergliedert war. Zu dem rund 11.000 ha großen Gebiet, welches das größte zusammenhängende Hochmoorgebiet in Mitteleuropa war, gehörten neben der Esterweger Dose auch das etwa 1500 ha große Ostrhauderfehner Moor, das etwa 3800 ha große Saterländer Westermoor und das etwa 2000 ha große Timpermoor.
Das Naturschutzgebiet mit dem Kennzeichen NSG WE 245 steht seit dem 22. Dezember 2005 unter Naturschutz. Zuständige untere Naturschutzbehörden sind die Landkreise Emsland, Cloppenburg und Leer. Das Naturschutzgebiet ist 4747 ha groß und damit das größte Naturschutzgebiet im ehemaligen Regierungsbezirk Weser-Ems. Von der Fläche entfallen 2080 ha auf den Landkreis Emsland, 1942 ha auf den Landkreis Cloppenburg und 725 ha auf den Landkreis Leer. Der größte Teil des Naturschutzgebiets ist Bestandteil des gleichnamigen EU-Vogelschutzgebietes, knapp ein Drittel Bestandteil des ebenfalls gleichnamigen FFH-Gebietes. Das Naturschutzgebiet befindet sich südlich von Ostrhauderfehn und erstreckt sich bis zur Bundesstraße 401 am Küstenkanal. Südlich des Küstenkanals schließt sich das Naturschutzgebiet „Melmmoor/Kuhdammoor“ an. Es entwässert über Gräben im Osten zur Sagter Ems und im Westen zu Esterweger Beeke und Burlage-Langholter Tief.
Im Naturschutzgebiet finden sich neben den renaturierungsfähigen Hochmoorflächen u. a. Moorwälder, Borstgras- und Pfeifengraswiesen, Torfmoor-Schlenken, Übergangs- und Schwingrasenmoore und feuchte Hochstaudenfluren.

## Geschichte
Die in den 1920er-Jahren drohende Beseitigung des Moores in der Esterweger Dose durch die damals großflächig durchgeführten Moorkultivierungen rief erstmals Naturschützer mit Schutzbemühungen auf den Plan. Im Jahr 1927 wurden in der Esterweger Dose zwei wasserkundliche Versuchsfelder mit einer Größe von je 100 ha eingerichtet. Ein Versuchsfeld wurde im Entwässerungsbereich und eins im unberührten Moor eingerichtet, um die Auswirkungen und Unterschiede zu dokumentieren.
1933 wurde das KZ Esterwegen eingerichtet. Das KZ Esterwegen gehörte zu den Emslandlagern, einem Gesamtkomplex von insgesamt 15 Barackenlagern. In ihnen waren bis 1945 ungefähr 10.000 KZ-Häftlinge, 66.500 deutsche Straf- und Militärstrafgefangene sowie mehr als 100.000 sowjetische und französische Kriegsgefangene sowie italienische Militärinternierte inhaftiert. Diese Häftlinge wurden überwiegend zur Entwässerung von Mooren wie der Esterweger Dose eingesetzt. Sie wurden als Moorsoldaten berühmt.
Naturschützer versuchten trotzdem, Teile der Esterweger Dose unter Naturschutz stellen zu lassen. Dies wurde vom Regierungspräsidenten in Osnabrück und vom preußischen bzw. Reichslandwirtschaftsministerium strikt abgelehnt. Am 12. Oktober 1935 schrieb der Regierungspräsident: „Jetzt muss aber endgültig Schluß gemacht werden mit den Fordernissen dieser seltenen Herren vom Naturschutz.“ Ferner: „Bei der zwingenden Notwendigkeit, die Ernährungsbasis für das deutsche Volk sicherzustellen, kann hierbei m. E. unmöglich auf 12 Goldregenpfeiferpärchen Rücksicht genommen werden.“ Er erklärte weiter: „Zudem besteht die Verpflichtung gegenüber der Verwaltung des Konzentrationslagers [...], die Häftlinge nutzbringend zu beschäftigen.“ Der Direktor der Reichsstelle für Naturschutz, Walther Schoenichen, nahm trotzdem direkten Kontakt zum für Naturschutz zuständigen Hermann Göring auf. Am 19. Juni 1937 wurde schließlich das wasserkundliche Versuchsfeld mit dem unberührten Moor in der Esterweger Dose mit 100 ha Größe als Naturschutzgebiet ausgewiesen. 1941 verfügte Adolf Hitler den Stopp aller Kultivierungsarbeiten in deutschen Mooren, da gerade große Gebiete in der Sowjetunion erobert worden waren und man mit der Eroberung der ganzen Sowjetunion rechnete. Hitler erklärte auch, dass „das Klima ebenso wie durch Wälder auch durch die Moore günstig beeinflußt und dass die völlige Beseitigung der Moore unabsehbare klimatische Folgen haben würde.“
1950 beschloss der Bundestag den Emslandplan mit dem Ziel, die Region auf den wirtschaftlichen Standard der Bundesrepublik zu heben. Damit wurden große Fördermittel zur Moorkultivierung bereitgestellt. 1951 forderte die zur Umsetzung des Emslandplans gegründete Emslandplan GmbH die gesamte Esterweger Dose einschließlich des Naturschutzgebietes abzutorfen. Die Arbeitsgemeinschaft der Beauftragten für Naturschutz und Landschaftspflege (ABN) hielt deshalb 1951 ihre Jahrestagung in Oldenburg ab. Eine Exkursion der Tagung führte zum Naturschutzgebiet in der Esterweger Dose, um für den Schutz der Moore zu werben. Der damalige Regierungspräsident in Osnabrück erklärte die 1937 erfolgte Ausweisung des Naturschutzgebietes Esterweger Dose sei „gefühlbetont, wie unsinnig“ gewesen. Um die Zerstörung des Naturschutzgebietes zu verhindern, stellte der Direktor der Bundesanstalt für Naturschutz und Landschaftspflege, Gert Kragh, privat 1958 eine Strafanzeige. Hinrich Wilhelm Kopf, Innenminister in Niedersachsen, schrieb Kragh: „Ich glaube, daß auch die Esterweger Dose in den Bereich der Verluste gehört, die wir trotz allem Bedauerns nun einmal zwangsläufig hinnehmen müssen.“ Am 29. Januar 1959 wurde das Naturschutzgebiet Esterweger Dose aufgehoben.
1959 wurde der Torfabbau in der gesamten Esterweger Dose genehmigt. 1975 schlugen der Landkreis Cloppenburg und die Emslandplan GmbH vor, etwa 100 ha noch intaktes Moor wieder als Naturschutzgebiet auszuweisen. Das Land als Grundeigentümer und die Torfindustrie lehnten dies ab und verhinderten eine Ausweisung. Die Moorkultivierung wurde ab 1976 durch das Gesetz über die Gemeinschaftsaufgabe „Verbesserung der Agrarstruktur und des Küstenschutzes“ (GAKG) gefördert.
1981 verkündete die Niedersächsische Landesregierung ein Moorschutzprogramm, das insbesondere den weiteren Torfabbau regelte. Der Naturschutz forderte nun einen mindestens 5000 ha großen, ehemaligen Hochmoorbereich als Naturschutzgebiet auszuweisen. Die letzten intakten Moorbereiche der Esterweger Dose wurden ab 1983 abgetorft. 1994 legte das Landesraumordnungsprogramm fest, dass die Esterweger Dose ein Vorranggebiet für Natur und Landschaft ist. Nach Beendigung des Torfabbaus sollten keine anderen Nutzungen erfolgen. Mit Beginn der 1990er-Jahre hatten in abgetorften Bereichen erste Wiedervernässungen durch Schließungen der Entwässerungsgräben begonnen.
Große Teile des Moores werden noch heute für den Torfabbau genutzt. Dabei muss aber eine 50 cm dicke Schicht Schwarztorf erhalten bleiben. Nach dem Ende der Nutzungsdauer, beginnend mit dem Ende des Jahres 2025, werden die dann aufgegebenen Torfabbaugebiete renaturiert. Ende 2030 werden auch zwei und Ende 2036 eine dritte Torfverladestation am Küstenkanal aufgegeben. Im Süden und Norden des Naturschutzgebietes wurde mit der Wiedervernässung bereits begonnen. Teile des Naturschutzgebietes werden auch forst- und landwirtschaftlich genutzt.

## Vorkommen seltener Tier- und Pflanzenarten

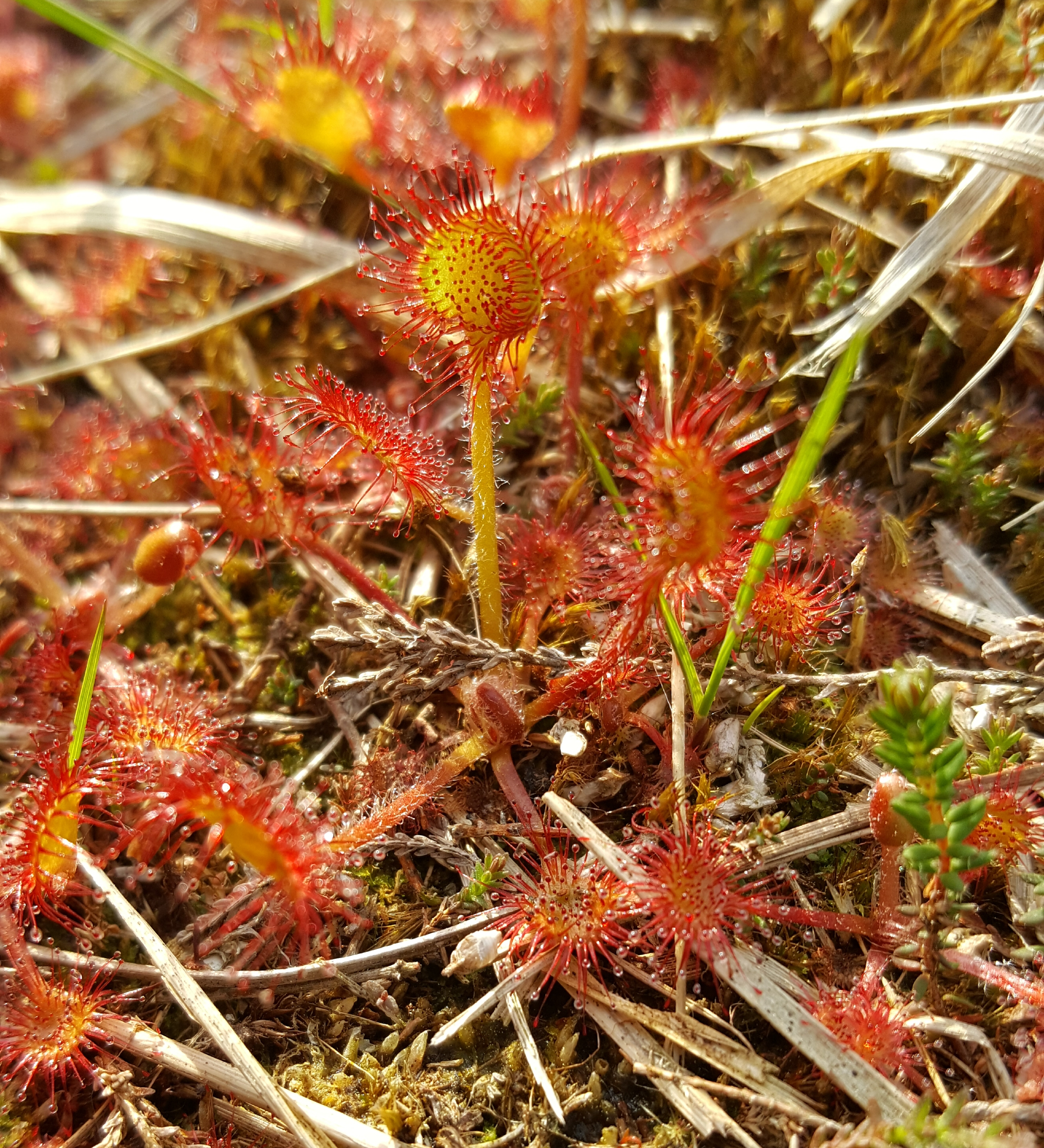
Drosera rotundifolia

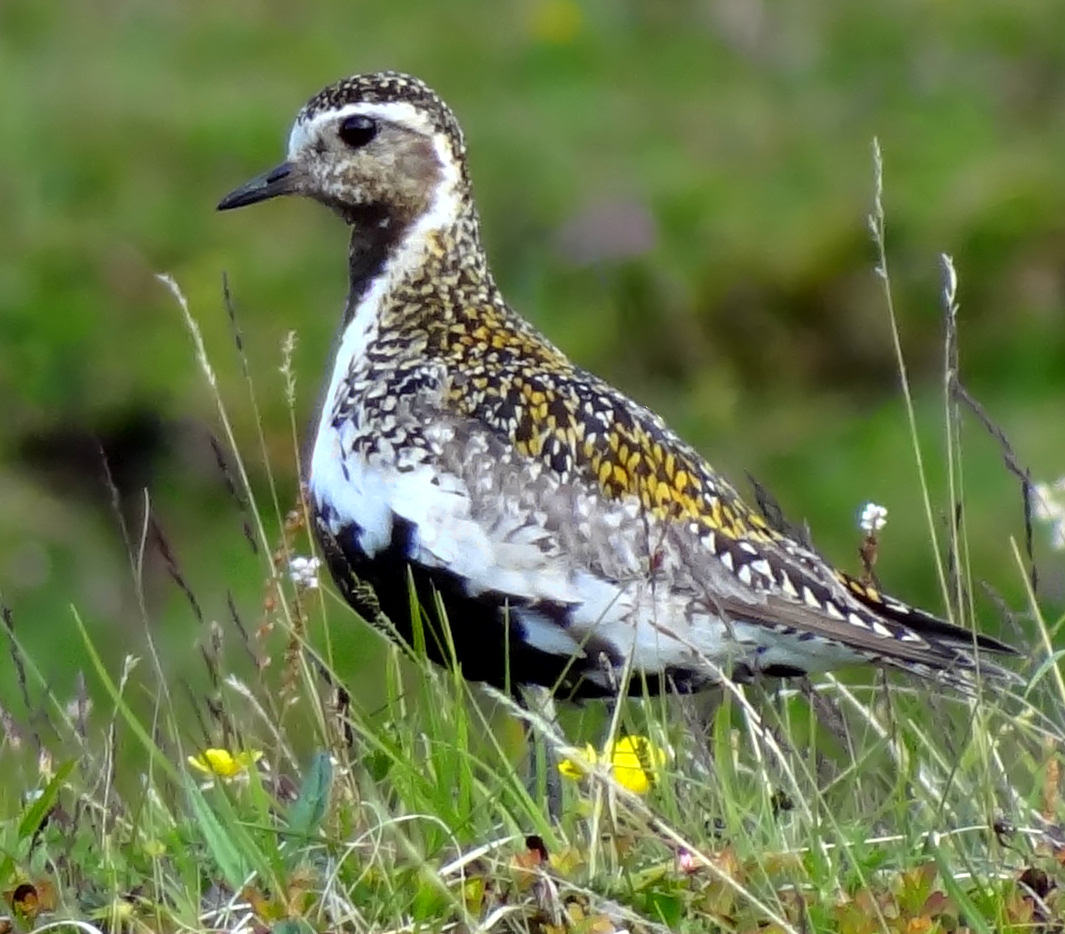
Der Goldregenpfeifer hat sein letztes verbliebenes Brutgebiet in Mitteleuropa in der Esterweger Dose

In der Esterweger Dose findet sich das letzte Brutvorkommen des Goldregenpfeifers in Mitteleuropa. Diese Vögel sind gleichzeitig die letzten Vögel der Unterart apricaria, auch Südlicher Goldregenpfeifer genannt, welche früher im Norden von Mitteleuropa in Moorgebieten weit verbreitet war. Der Goldregenpfeifer braucht Hochmoore mit niedrigem Bewuchs als Lebensraum.
2003 gab es noch zwölf Brutpaare, bis 2011 ging dieser Bestand auf sieben Brutpaare zurück. Die wenigen Nester wurden jedes Jahr rund um die Uhr überwacht. Zur Überwachung setzte man Temperaturfühler ein und sicherte die direkte Umgebung der Nester mit Elektrozäunen, um Beutegreifer wie den Rotfuchs fernzuhalten. Zwischenzeitliche leichte Erholungen bei der Anzahl der Brutpaare waren jedoch nicht nachhaltig. Seit 2015 konnte kein Brutnachweise in der Esterweger Dose mehr erbracht werden, so dass das Schutzprogramm eingestellt wurde.
Weitere seltene Arten in der Esterweger Dose sind Rotschenkel, Großer Brachvogel, Uferschnepfe, Kranich, Große Moosjungfer und Sonnentau.

## Tourismus

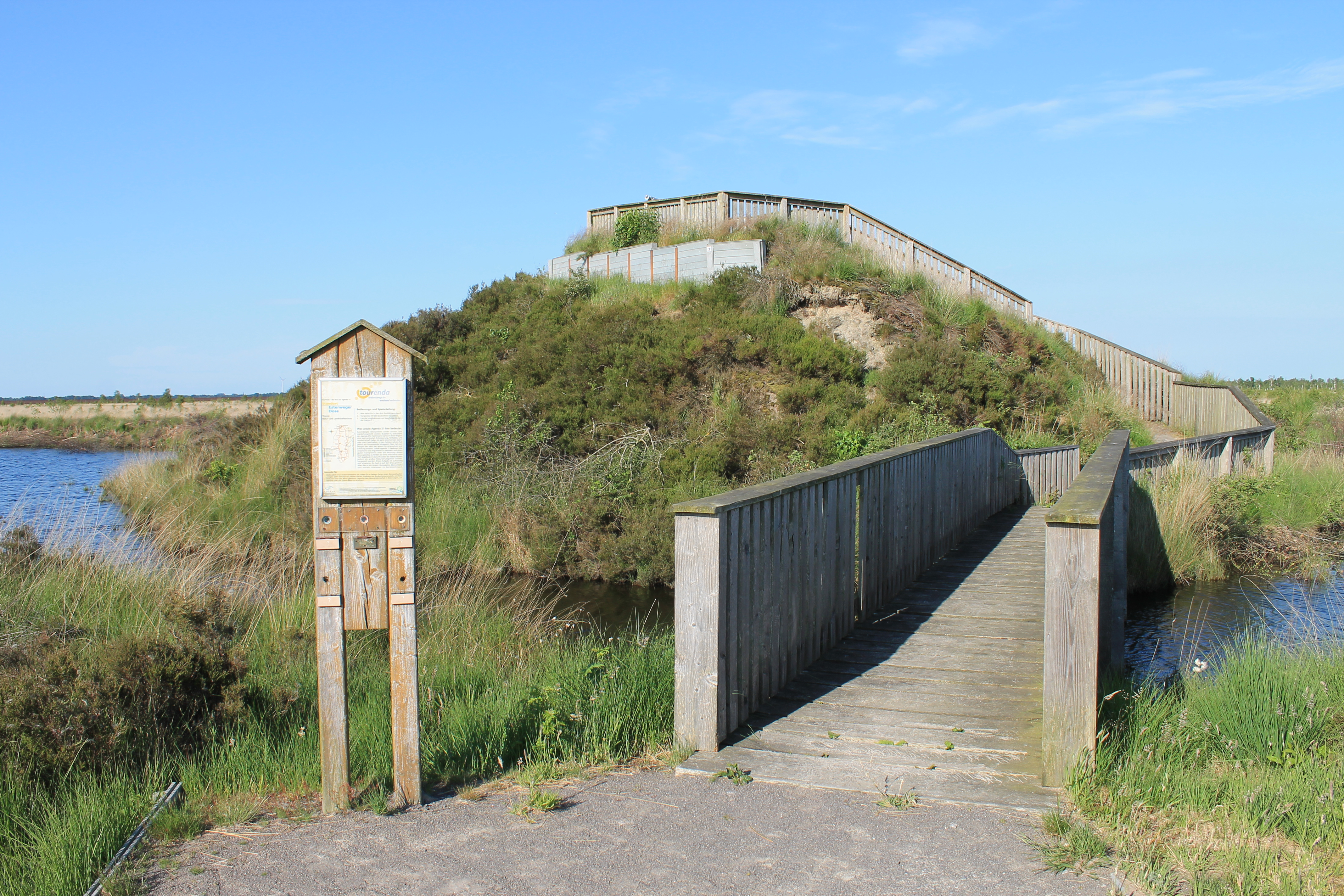
Aussichtspunkt im Naturschutzgebiet

Im Süden des Naturschutzgebietes befindet sich ein Moorlehrpfad sowie einen Aussichtspunkt für die Naturbeobachtung. Im Norden können mit dem „Seelter Foonkieker“, einer umgebauten Lorenbahn, Erlebnisfahren in das Westermoor unternommen werden. Rund um das Naturschutzgebiet und die angrenzenden Ortschaften verläuft eine rund 100 km lange Fahrradroute.

## Sonstiges

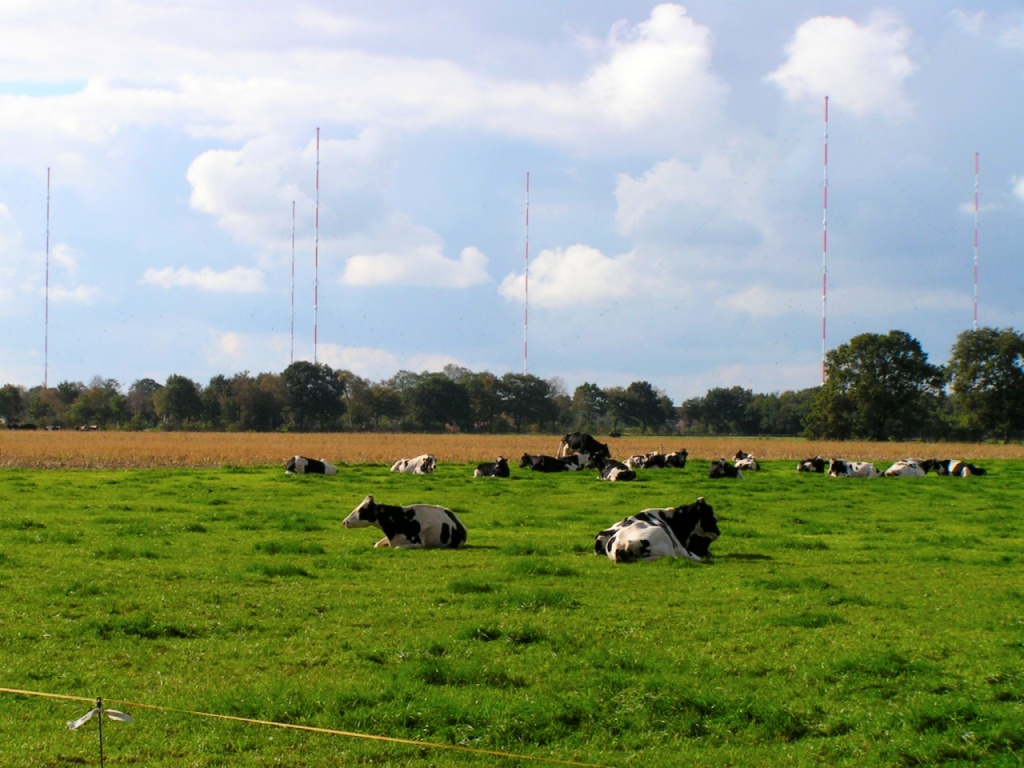
Sendemasten der Marinefunksendestelle DHO38

1939 wurde in dem Moor bei dem Dorf Burlage die Moorleiche des Kindes aus der Esterweger Dose gefunden, ein etwa 14 Jahre alter Junge, der zwischen 1046 und 1164 dort verstarb. Ebenfalls bei Burlage wurde 1953 der Torfhund von Burlage, eines der wenigen bekannt gewordenen Tierleichenfunde im Moor, ausgegraben.
Im Nordwesten des Schutzgebietes befindet sich mit dem Längstwellensender DHO38 der Deutschen Marine ein militärischer Sicherheitsbereich.
Umweltorganisationen befürchteten Auswirkungen auf das Naturschutzgebiet durch die Emissionen eines bei Dörpen geplanten Kohlekraftwerkes, das in weniger als 15 km Entfernung zum Naturschutzgebiet gebaut werden sollte. Das Projekt wurde Ende 2009 aufgegeben.